# Paronychia kayseriana
Paronychia kayseriana är en nejlikväxtart som beskrevs av Mohammad Nazeer Chaudhri. Paronychia kayseriana ingår i släktet prasselörter, och familjen nejlikväxter. Inga underarter finns listade i Catalogue of Life.